# Conflit frontalier entre le Cambodge et la Thaïlande
Le conflit frontalier entre le Cambodge et la Thaïlande est la conséquence d'un litige frontalier international entre le Cambodge et la Thaïlande, au niveau du temple de Preah Vihear. Ce temple est situé au Cambodge sur le bord d'une falaise, en arrière de la ligne de crête des monts Dângrêk qui marque la frontière entre les deux pays. L'accès routier à ce temple depuis le Cambodge ne peut se faire que via la Thaïlande. Les affrontements débutent en juin 2008 lorsque le Cambodge décide de fermer le poste frontalier à Preah Vihear alors que des manifestants d’origine thaïlandaise se sont réunis à cet endroit. Les mois suivants sont marqués par une implication militaire qui fera des dizaines de morts et des centaines de blessés civils et miliaires. Les deux camps se sont affrontés (officiellement) huit fois depuis juin 2008 jusqu’au 15 décembre 2011. Les origines de ce conflit remontent à l’ère coloniale quand l'Indochine (Laos, Vietnam et Cambodge actuels) était sous la domination de la France. La Thaïlande (alors appelée « royaume de Siam ») et la France ont signé un traité en 1907 qui a redéfini les frontières entre l’actuelle Thaïlande et le Cambodge d’aujourd’hui. Plusieurs autres événements ont suivi et ont alimenté les tensions des populations dans le secteur du temple Preah Vihear. La période de 2008 à 2011 est finalement le paroxysme du conflit où plusieurs événements sont venus perturber la population.
Le 6 juillet 2020, le Cambodge a célébré les 12 ans de Preah Vihear en tant que site du patrimoine mondial de l’UNESCO. Cependant, malgré cette « paix retrouvée » affirmée par plusieurs, certains pays avertissent encore les voyageurs qui souhaitent aller visiter la région de Preah Vihear que la zone est à risque. En date du 16 avril 2021, le gouvernement du Canada avertissait les voyageurs que: « La Thaïlande et le Cambodge ont un différend frontalier qui perdure dans cette région. On a signalé la présence de mines terrestres dans les environs du temple de Preah Vihear. Exercez aussi une grande prudence si vous vous rendez dans toute autre région longeant la frontière entre la Thaïlande et le Cambodge » .
Le 28 mai 2025, un soldat cambodgien est tué par un soldat thaïlandais à la frontière, lors d'un échange de coups de feu. Les représentants des deux armées se sont rencontrés pour tenter d’apaiser la situation. Malgré cette rencontre, le Cambodge saisit à nouveau la CIJ le 2 juin afin de trancher sur ce conflit, ce à quoi la Thaïlande répond par la réduction des horaires d’ouverture de la frontière sur 10 de leurs 17 points de passage. Le conflit reprend le 24 juillet 2025 avec des échanges de tirs et des frappes de part et d'autre, qui constituent une nouvelle crise frontalière.

## Origines

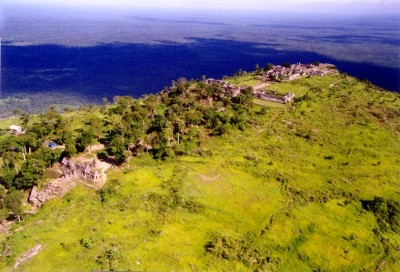
Vue aérienne du temple de Preah Vihear en direction du Cambodge au sud, la Thaïlande se trouvant derrière le photographe, juste au-delà du rebord inférieur de la photographie.

Le conflit frontalier entre le Cambodge et la Thaïlande se déroule principalement dans la région entourant le temple Preah Vihear. Considéré par plusieurs comme un véritable joyau culturel, le temple Preah Vihear a une histoire qui accompagne celle du Cambodge depuis plus de 1200 ans. Ce sanctuaire est l’une des plus grandes réalisations architecturales de l’empire khmer, autorité précédant l’État du Cambodge. Le Preah Vihear n’est pas qu’un temple parmi tant d’autres dans cette région, ce dernier est considéré comme un des plus impressionnants de l’Asie du Sud-Est . De plus, ce sanctuaire a bénéficié d’un intérêt royal pendant plus de quatre siècles. Ce domaine sacré qui a une importance historique, culturelle et politique pour la population cambodgienne est également témoin de plusieurs litiges au courant des derniers siècles.
Même si les forces siamoises ont envahi à de nombreuses reprises Preah Vihear après le XVe siècle, le conflit frontalier contemporain débute officiellement à la fin du XIXe siècle. C’est lors du protectorat français que ces problèmes de territoire ont commencé. La propriété juridique du sanctuaire fut l’objet de nombreuses négociations entre l’État colonial français et le Royaume du Siam. Un accord fut finalement signé en 1907 et les deux partis s’accordèrent pour céder le temple Preah Vihear à la capitale cambodgienne, Phnom Penh. Par contre, le tracé des nouvelles frontières fut élaboré uniquement par la France. De plus, les siamois n’ont jamais vraiment vu les nouveaux plans puisqu’ils étaient incapables de lire les cartes occidentales. Près d’une trentaine d’années plus tard, en 1934, les siamois décidèrent de cartographier à nouveau les frontières dans cette région. Ils se rendirent comptent que les cartes léguées par les Français comportaient de sérieuses différences avec ce qu’ils avaient produit comme plans. Cette situation nébuleuse poussa la Thaïlande à réclamer le territoire en 1934.
Cependant, malgré l’importance du temple Preah Vihear, le sanctuaire ne constituait pas la raison principale du mécontentement des Thaïlandais. Selon ceux-ci, l’État français n’avait pas respecté leur accord et avait enfreint les protocoles internationaux. Dans l’année 1941, après plusieurs mois de manifestation populaire, la Thaïlande décide de profiter du climat de la Deuxième Guerre mondiale et envahit le nord-ouest du Cambodge. À la suite de combats violents, la Thaïlande, alors appelée Siam, regagne les provinces de Battambang et de Siem Reap. Avec le soutien du Japon, un traité de paix est signé entre la France et le Siam à Tokyo en 1941. Dans cet accord, la Thaïlande récupère plusieurs territoires, dont celui de Preah Vihear. Néanmoins, avec la fin de la Seconde Guerre mondiale, le traité de Tokyo de 1941 est invalidé par Washington durant l’année 1946. Cela fait en sorte que le Cambodge récupère à nouveau son territoire. Les origines plus directes du conflit actuel débutent en 1953, alors que la Thaïlande établit un poste de police proche de Preah Vihear et place un drapeau au-dessus du temple. De sérieuses négociations sont entreprises entre la Thaïlande et le Cambodge, maintenant indépendantes entre 1954 et 1958. Malheureusement, aucun résultat positif ne ressort de ces échanges. C’est seulement en 1962 que la Cour internationale de justice (CIJ) de La Haye tranche en faveur du Cambodge et le décrète comme unique propriétaire du sanctuaire. La décision de la Cour internationale de justice provoqua de vives réactions en Thaïlande. Une importante campagne publicitaire et de nombreuses protestations s’opposèrent à l’arrêt de la CIJ. Des milliers d’étudiants ont manifesté pour protéger Preah Vihear. En réaction à tout ceci, le Premier ministre thaïlandais de l’époque, Sarit Thanarat (1959-1963), affirma « Il en coûtera du sang et des larmes, mais un jour nous récupérerons le Phra Wihan (Preah Vihear) ».
Tant du côté cambodgien que thaïlandais, le conflit fût récupéré politiquement. Selon plusieurs experts, le temple Preah Vihear fut victime de l’ultra-nationalisme manipulé par les deux pays pour faire se faire entendre sur la scène internationale. C’est pour cette raison que presque toutes négociations entre dirigeants cambodgiens et thaïlandais étaient perdues d’avance.
Les années suivant l’arrêt de la Cour internationale de justice n’ont que très peu atténué le climat hostile dans la région du temple Preah Vihear. Autant dans l’espace médiatique qu’aux bords des frontières, les divisions entrent les deux camps étaient palpables. Les discordes frontalières, les bombardements et les pillages étaient encore fréquents dans la région. Ce conflit ne fit que s’accentuer lorsque les communistes khmers basés en Thaïlande opéraient contre le gouvernement cambodgien et que les communistes thaïlandais cherchaient refuge au Cambodge. Après plusieurs années d’occupation des communistes khmers, Preah Vihear a finalement été rouvert aux touristes en 1992. La période suivante est plutôt tranquille jusqu’en 2001 où le Cambodge annonce de vouloir classer le temple Preah Vihear au patrimoine mondial de l’UNESCO. La Thaïlande s’oppose à cette candidature et les deux camps s’entendent pour déposer conjointement le dossier à l’organisation onusienne en 2008. Cependant, le gouvernement thaïlandais retire sa candidature à cause de conflits politiques internes au pays. Du côté du Cambodge, le gouvernement décide de poursuivre le processus et le temple est finalement classé au patrimoine mondial de l’UNESCO dans l’année de 2008.

## Entre 2008 et 2011

### Avant les affrontements armés
En juin 2008, après l’inscription officielle du temple Preah Vihear au patrimoine de l’UNESCO, le conflit entre le Cambodge et la Thaïlande éclate de nouveau. Les tensions territoriales sont également propulsées par un sentiment nationaliste important des deux côtés de la frontière. Dans l’ensemble des deux pays, le climat politique et social est plutôt tendu, ce qui n’aide certainement pas la paix dans la région de Preah Vihear. Du côté du Cambodge, le Premier ministre, qui est en pleine campagne électorale, a invité les citoyens à fêter le nouveau statut international du temple. Ces festivités sont tout le contraire de la mobilisation thaïlandaise qui critique sévèrement la gestion de leur nouveau gouvernement (élu en décembre 2007) dans le dossier du temple Preah Vihear. Le Cabinet de la Thaïlande avait accepté la carte présentée par le Cambodge qui concédait notamment le temple Preah Vihear. Le 24 juin 2008, en réaction aux manifestations thaïlandaises au bord du sanctuaire, le gouvernement cambodgien a fermé sa frontière avec la Thaïlande.
Le 15 juillet 2008, les autorités cambodgiennes ont procédé à l’arrestation de trois manifestants thaïlandais qui tentaient de planter le drapeau de leur pays sur le domaine sacré. En guise de réponse, la Thaïlande a envoyé des troupes armées au bord des frontières de Preah Vihear. Selon les autorités thaïlandaises, ce déploiement avait pour unique objectif de contenir les débordements de manifestants. Par contre, le Cambodge a accusé les soldats thaïlandais d’avoir traversés illégalement la frontière, ce que le gouverneur de la province de Si Saket a démenti clairement .

### Pendant les affrontements armés
Durant les mois de juillet, d’août et de septembre, les deux camps ont tranquillement militarisé la région et la présence de soldats est devenue permanente . Les deux camps se sont accusés mutuellement de militariser l’endroit et d’empiétement. Cela a fait en sorte que lors du mois d’octobre, la population a été témoin des premiers accrochages armés. Les Thaïlandais et les Cambodgiens entreprirent des combats sporadiques qui ont dégénéré. Il y a eu des morts, des blessés et des pertes de matériel militaire. L’action demeura contenue dans la région de Preah Vihear, principalement sur le site du temple, même si quelques endroits connexes ont été touchés. Les tensions ont tout de même provoqué un déploiement militaire inhabituel, opposant jusqu’à des centaines de soldats avec des armes légères sur un terrain fortement miné.
L’année 2009 débuta avec un climat plus cordial, avec notamment, des poignées de mains amicales entre généraux adverses et le retrait d’ambassadeurs. Il y a même eu une rencontre pacifique le 6 février 2009 entre le ministre de la Défense thaïlandaise, Prawit Wongsuwan et les ministres de la Défense cambodgienne, Tea Banh et Hun sen. Malheureusement, les hostilités recommencèrent dès le mois d’avril 2009. Selon les militaires thaïs, cette reprise a été causée par un « malentendu ». Les Cambodgiens ont accusé les Thaïs d’avoir procédé a une invasion agressive et intentionnelle. À ce stade du conflit, on pouvait remarquer un clivage important entre les discours officiels diffusés par les politiciens et les actions militaires sur le terrain. Toutefois, malgré cette dispute, les semaines suivantes ont poussé les responsables politiques des deux camps à négocier pour atténuer les tensions et minimiser les chances de récidives des évènements d’octobre 2008 et d’avril 2009 .
Durant le mois de juillet 2009, la population thaïe a célébré la première année d'inscription de Preah Vihear au patrimoine de l’UNESCO. Ces rassemblements ont également permis de fêter la « victoire » cambodgienne sur la Thaïlande dans cette guerre médiatique, diplomatique et militaire. De plus, malgré les discours pacifistes des deux côtés, les ennemis s’accusèrent de militariser encore plus le territoire et d’élaborer des stratégies belliqueuses aux bords des frontières.
En octobre 2009, le gouvernement cambodgien décide de réagir fortement à la lente, mais certaine, course à l’armement dans la région de Preah Vihear. Le Cambodge décide de nommer l’ancien Premier ministre thaï Thaksin Shinawatra à un poste important, alors qu'il était considéré comme fugitif par le gouvernement thaï. Cet appui officiel au politicien exilé offusque le camp thaïlandais et n’aide pas le retour possible d’une paix à Preah Vihear.
À la fin de janvier 2010, d’autres escarmouches militaires se sont produites. Plusieurs tirs ont été rapportés et un soldat thaïlandais a péri. Après la démission de Thaksin Shinawatra du cabinet cambodgien, les négociations diplomatiques entre le Cambodge et la Thaïlande reprirent au mois d’août 2010. Étant toujours dans une impasse, le Premier ministre du Cambodge, Hun Sen, a décidé de contacter le Conseil de sécurité des Nations unies et l’Association des nations de l’Asie du Sud-Est (ASEAN). Mais l’ASEAN appliquant le principe de non-ingérence, le Cambodge a dû attendre une conférence internationale pour régler cette question.
C’est en 2011 que le conflit dégénère et a le plus de conséquences négatives. Pendant la première moitié du mois de février 2011, des combats sporadiques ont fait au moins six morts et des dizaines de blessés. De plus, des milliers d’habitants ont été obligés de fuir les lieux devenus trop dangereux. Le 22 avril, un affrontement de cinq heures fait rage proche des temples Ta Krabey et Ta Moan, à quelques kilomètres de Preah Vihear. Cette escarmouche fait six morts et treize blessés. Encore une fois, les habitants à proximité sont dans l’obligation de s’enfuir. Le mois d’avril fut sanglant, on compta un total de 16 morts, des dizaines de blessés et 85 000 villageois déplacés.
Ce conflit hautement politique témoigne des problèmes administratifs des deux pays. Selon Jaques Ivanoff, lors du conflit, le Cambodge n’était pas un État de droit et n’avait guère d’institutions auxquelles se fier. La politique cambodgienne était alors dominée par le népotisme, la corruption, l’omniprésence de Hun Sen et de ses affidés, et donc le clientélisme .
En juillet 2011, les Nations unies ont finalement ordonné à la Thaïlande et au Cambodge de retirer leurs troupes de la zone entourant Preah Vihear. La Cour internationale de justice a ordonné aux deux pays d’autoriser l’accès aux officiers de l’ASEAN pour observer le cessez-le-feu.
En décembre 2011, les deux pays signent des accords prévoyant le retrait des troupes stationnées de chaque côté de la frontière.

## Affaire Preah Vihear
Bien que le conflit armé se termine en 2011, les démêlés juridiques de « l’affaire Preah Vihear » se sont étendus quelques années plus tard. Le 28 avril 2011, le Cambodge déposa une requête auprès de la Cour internationale de justice pour une demande d’interprétation de l’arrêt de 15 juin 1962 rendu par celle-ci. Il aura fallu attendre jusqu’au 11 novembre 2013 pour que la Cour internationale de justice conclue que « le temple de Preah Vihear est situé en territoire relevant de la souveraineté du Cambodge ». De plus, la conclusion de la CIJ oblige la Thaïlande à restituer tous les objets du temple Preah Vihear qui auraient peut être substitués depuis son occupation de 1954. Ce dénouement juridique a bien inquiété certains villageois qui ont fui leurs maisons dans la région de Preah Vihear craignant des affrontements à la suite de la décision de la CIJ. Malgré le fait qu’il n’a plus eu d’accrochages armés, la décision de la CIJ a contribué au statuquo selon certains. La Thaïlande reconnaît le Cambodge comme propriétaire du temple Preah Vihear, toutefois, les deux camps revendiquent un terrain adjacent de 4,6 kilomètres carrés. « C'est un jugement mitigé qui permet aux deux pays de le considérer comme une « victoire », déclare Thitinan Pongsudhirak, politologue thaïlandais. ».
Entre 2011 et 2025, aucun affrontement armé n’a été rapporté, la région semble plutôt calme. Le 6 juillet 2020 le Cambodge a célébré les 12 ans de Preah Vihear en tant que site du patrimoine mondial de l’UNESCO. De plus, l’UNESCO a réitéré son appui au gouvernement cambodgien dans la sauvegarde du site archéologique et du monument historique, conformément aux principes des objectifs de développement durable.
En excluant le contexte exceptionnel de la pandémie du COVID-19, le temple Preah Vihear est maintenant ouvert aux touristes. Cependant, malgré cette « paix retrouvée », certains pays avertissent encore les voyageurs qui souhaitent aller visiter la région de Preah Vihear que la zone est à risque. En date du 16 avril 2021, le gouvernement du Canada avertissait les voyageurs que « La Thaïlande et le Cambodge ont un différend frontalier qui perdure dans cette région. On a signalé la présence de mines terrestres dans les environs du temple de Preah Vihear. Exercez aussi une grande prudence si vous vous rendez dans toute autre région longeant la frontière entre la Thaïlande et le Cambodge. ». Un avertissement similaire est annoncé sur le site des Affaires étrangères, Commerces extérieurs et Coopération au Développement de Belgique ; « Depuis plusieurs années, la situation à la frontière entre la Thaïlande et le Cambodge est tendue, à la hauteur du complexe des temples de Preah Vihear. La frontière entre la Thaïlande et le Cambodge reste fermée dans cette région et l'accès au temple de Preah Vihear depuis la Thaïlande n'est pas possible ».

## Affrontements frontaliers de 2025
Le 28 mai 2025, des soldats cambodgiens et thaïlandais se livrent une escarmouche. Il en résulte la mort d'un soldat cambodgien (le sous-lieutenant Suon Roun). Les deux parties s'accusent mutuellement du déclenchement de ces combats. Dans un premier temps, à la suite à cette escarmouche, les deux gouvernements appellent au calme et à la paix.
Des pourparlers bilatéraux ont lieu le 5 juin, mais n'aboutissent pas.
Le 18 juin 2025, Hun Sen rend unilatéralement public un enregistrement d'une discussion avec la Première ministre thaïlandaise Paethongtarn Shinawatra. Elle y critique l'opposition de l'armée thaïlandaise à son gouvernement et appelle Hun Sen "Oncle". Cela déclenche une vague de retombées politiques à la fois en Thaïlande et dans l'ensemble de la région. Suite à cet événement, le parti Bhumjaithai annonce son retrait de la coalition gouvernementale, provoquant la chute de la Première ministre.
Le 16 juillet, trois soldats de l'armée royale thaïlandaise sont blessés lors d'une patrouille dans la région du Triangle d'Émeraude lorsqu'ils marchent accidentellement sur une mine. L'un des soldat perd une jambe.
Le 24 juillet 2025 et dans les jours qui suivent, de violents affrontements éclatent entre les forces armées thaïlandaises et cambodgiennes dans plusieurs zones frontalières disputées, notamment dans les environs du temple de Ta Muen Thom. Les combats donnent lieu à des tirs d'artillerie lourde, l'utilisation de roquettes, de drones armés, ainsi que des frappes aériennes thaïlandaises par des avions F-16 et Gripen contre des cibles militaires cambodgiennes. Le Premier ministre thaïlandais par intérim, Phumtham Wechayachai, signale alors le risque que le conflit ne devienne « une guerre ». 
Environ 200 000 personnes sont déplacées suite aux combats. 
Le 27 juillet, malgré la pression de l'armée thaïlandaise à divers endroits, les forces armées cambodgiennes ont défendu le territoire du pays « sans perdre un seul millimètre », a déclaré la porte-parole du ministère de la Défense du Cambodge.
Le 29 juillet, Donald Trump annonce que les deux parties ont convenu d'un cessez-le-feu "inconditionnel", lors de pourparlers organisés en Malaisie. Après l'entrée en vigueur du cessez-le-feu, l'armée thaïlandaise a accusé le Cambodge de continuer à tirer dans plusieurs zones, mais le pays a déclaré qu'il n'y avait eu aucun tir à aucun endroit